# Кібець Іван Михайлович
Іван Михайлович Кібець (10 жовтня 1910 - 15 вересня 1984) — вчитель, літератор, етнограф, краєзнавець, живописець, народний умілець.

## Біографія
Іван Михайлович Кібець народився 10 жовтня 1910 року в старовинному козацькому селі Котівка на Дніпропетровщині.
Працював кіномеханіком, писав перші вірші про мальовниче Приорілля, вчився. По закінченню педагогічних курсів працював учителем на Волині, був сількором, друкувався в пресі. Деякий час навчався в Київському художньому інституті. З 1930 по 1934 рік — знову на педагогічній роботі. Вступив до Запорізького педагогічного інституту, який закінчив незадовго перед війною.
З перших днів Другої світової війни і до Перемоги перебував на фронті. «Академію кінчав на фронтах» — так називався нарис про Івана Кібця, написаний Іваном Рудасом. Двічі поранений, нагороджений орденами «Червона Зірка», «Вітчизняної Війни II ступеня», медаллю «За відвагу» та іншими медалями.
Усе життя І. М. Кібець віддавав свої творчі сили дітям, творчій молоді, любив і знав природу. Відмінник народної освіти України, знаний краєзнавець, літописець рідного Приорілля — таким пам'ятають його односельці . Як народний умілець, він також розвивав традиції різьблення по дереву, лозоплетіння, коренепластики, художнього стінопису, виховуючи у підростаючого покоління любов і шану до відродження народних промислів.
Художні вироби майстра зберігаються в колекціях таких визначних діячів української культури й літератури, як О. Гончар, М. Рудь, П. Усенко, М. Луків, Є. Шевченко, І. Шаповал, О. Яковчук, О. Левада, а також в ряді музеїв.
Поет-академік М. Рильський говорив про співця Приорілля: «Іван Кібець по-пришвінськи відчуває і живописує природу рідного краю».
Вийшли друком книги Івана Кібця «Ремезове гніздо» та «Лісові друзі». Підготовлені до видання роман «За тебе, земле!», повість «Крутояри», вибране поезій «Ромашки над окопом», оповідання для дітей «Чия річка Оріль?», збірка пісень «Ореліана», поетична книга «Букварик-хлібодарик».

## Вшанування пам'яті
У рідному селі є пам'ятна кімната-музей земляка, де знаходяться його картини, газетні й журнальні публікації, фольклорні записи, художнє різьблення, створені ним впродовж усього творчого шляху (пішов із життя І. М. Кібець 1984 року); зберігаються листи і листівки до автора з глибинки від О. Гончара, Б. Олійника, М. Рудя, М. Луківа, П. Усенка, О. Зайвого, Л. Голоти, П. Шаповала, В. Речмедіна, В. Буряка, В. Коржа, Б. Карапиша, М. Чхана, І. Пуппо, М. Селезньова, О. Левади, Г. Маловика, М. Кашель, Г. Прокопенка, І. Іова.
І. М. Кібець — автор історико-економічного нарису про Приорілля, який увійшов у багатотомне видання «Історія міст і сіл України».,  Редакційна колегія цього фундаментального видання удостоєна Державної премії України імені Т. Г. Шевченка.
В рідній школі І. М. Кібця проводяться щорічні літературні читання пам'яті поета-земляка.
Учасники Міжнародного Шевченківського свята «В сім'ї вольній, новій» відвідали кімнату-музей народного умільця, вчителя і поета (2008р.). Продовжує працювати комісія по творчій спадщині Івана Кібця, триває поповнення музейної експозиції.